# Goerodes orientalis
Goerodes orientalis är en nattsländeart som först beskrevs av Tsuda 1942.  Goerodes orientalis ingår i släktet Goerodes och familjen kantrörsnattsländor. Inga underarter finns listade i Catalogue of Life.